# Valentina Barzotti
Valentina Barzotti (Milano, 5 febbraio 1986) è una politica italiana.

## Biografia
Nata il 5 febbraio 1986 a Milano, ma vive a Lodi; dopo la maturità classica si è laureata in giurisprudenza all'Università di Bologna e in scienze politiche all'Università degli Studi di Milano, di professione è avvocato.

### Elezione a deputato
Alle elezioni politiche del 2018 è candidata alla Camera dei Deputati nelle liste del Movimento 5 Stelle nel collegio plurinominale Lombardia 4 - 01, risultando tuttavia la prima dei non eletti. Diviene tuttavia deputata l'11 settembre 2018, subentrando alla defunta Iolanda Nanni.
Alle elezioni politiche anticipate del 2022 viene ricandidata alla Camera dal Movimento 5 Stelle nel collegio uninominale Lombardia 4 - 02 (Lodi), dove ha ottenuto l'8,45% ed è stata superata da Fabio Raimondo del centro-destra (53,95%) e da Paolo Costanzo del centrosinistra (25,12%), ma ottiene il seggio da capolista nel collegio plurinominale Lombardia 4 - 01.